# Довер-Фокскрафт (переписна місцевість, Мен)
Довер-Фокскрафт (англ. Dover-Foxcroft) — переписна місцевість (CDP) в США, в окрузі Піскатаквіс штату Мен. Населення — 2776 осіб (2020).

## Географія
Довер-Фокскрафт розташований за координатами 45°12′20″ пн. ш. 69°13′21″ зх. д. / 45.20556° пн. ш. 69.22250° зх. д. (45.205509, -69.222522).  За даними Бюро перепису населення США в 2010 році переписна місцевість мала площу 22,30 км², з яких 21,71 км² — суходіл та 0,59 км² — водойми.

## Демографія
Згідно з переписом 2010 року, у переписній місцевості мешкало 2528 осіб у 1117 домогосподарствах у складі 649 родин. Густота населення становила 113 осіб/км².  Було 1318 помешкань (59/км²).
Расовий склад населення:
| - 93,8 % — білих - 3,4 % — азіатів - 0,8 % — корінних американців - 0,2 % — чорних або афроамериканців |

До двох чи більше рас належало 1,4 %. Частка іспаномовних становила 1,7 % від усіх жителів.
За віковим діапазоном населення розподілялося таким чином: 22,0 % — особи молодші 18 років, 58,3 % — особи у віці 18—64 років, 19,7 % — особи у віці 65 років та старші. Медіана віку мешканця становила 43,8 року. На 100 осіб жіночої статі у переписній місцевості припадало 90,9 чоловіків;  на 100 жінок у віці від 18 років та старших — 87,3 чоловіків також старших 18 років.
Середній дохід на одне домашнє господарство  становив 46 650 доларів США (медіана — 35 469), а середній дохід на одну сім'ю — 61 735 доларів (медіана — 50 313). Медіана доходів становила 40 179 доларів для чоловіків та 39 038 доларів для жінок. За межею бідності перебувало 19,7 % осіб, у тому числі 11,4 % дітей у віці до 18 років та 13,9 % осіб у віці 65 років та старших.
Цивільне працевлаштоване населення становило 911 осіб. Основні галузі зайнятості: освіта, охорона здоров'я та соціальна допомога — 39,0 %, виробництво — 12,5 %, будівництво — 11,4 %.